# David Gregory Ebin
David Gregory Ebin (Los Angeles, 24 de outubro de 1942) é um matemático estadunidense que trabalha com geometria diferencial.
Foi palestrante convidado do Congresso Internacional de Matemáticos em Nice (1970: On the motion of incompressible fluids com Jerrold Marsden).

## Obras
- com Jeff Cheeger: Comparison theorems in Riemannian Geometry, North Holland 1975
- On the space of Riemannian metrics, Bulletin of the AMS, Volume 74, 1968, p. 1001–1003, Project Euclid
- The space of Riemannian Metrics, in S. S. Chern, Stephen Smale (Ed.), Global Geometry, AMS 1970
- com Jerrold Marsden: Groups of diffeomorphisms and the solution of the classical Euler equations for a perfect fluid, Bulletin of the American Mathematical Society, Volume 75, 1969, p. 962–967
- com Jerrold Marsden, Arthur E. Fischer: Diffeomorphism groups, hydrodynamics and relativity. In: Proceedings of the 13th Biennial Seminar of Canadian Mathematical Congress, Canadian Mathematical Congress 1972, p. 135–279
- com Jerrold Marsden: Groups of diffeomorphisms and the motion of an incompressible fluid, Annals of Mathematics, Volume 92, 1970, p. 102–163